# 로빈슨 크루소의 사치
《로빈슨 크루소의 사치》는 불문학자 박정자 교수가 쓴 책으로 소비라는 특징적인 현상을 통해 현대사회를 해석한 인문학서적이다.

이책에서 박정자는 앙리 르페브르, 장 보드리야르, 마르셀 모스, 토르스타인 베블런, 롤랑 바르트가 제시한 다양한 분석 도구를 통해 현대사회를 창의적으로 해석하였다.

좋은책신사고 출판사 판 고등학교 국어1 교과서에 〈소비를 위한 변명〉이라는 제목으로 책의 일부가 등재되어있으며
한국철학사상연구회 소속 철학자 100명이 2011년 펴낸 ‘철학자의 서재’(알렙 펴냄)에서 플라톤, 자크 아탈리, 김훈 등의 책과 함께 소개 되었다.
도서출판 기파랑을 통해 2006년 출간되었으며 문화체육관광부 교양추천 도서로 선정되었다.